# Vlag van Maine
De vlag van Maine toont het wapen van deze staat op een blauw veld. In het midden van het schild rust een eland onder een pinus. Een boer en een zeeman symboliseren het feit dat Maine een staat is die van oudsher door deze twee bevolkingsgroepen wordt gekenmerkt. De Poolster vertegenwoordigt het statelijke motto Dirigo ("Ik leid"). De huidige vlag werd aangenomen op 23 februari 1909.
De kleuren van het wapen zijn niet gespecificeerd, dus men kan variaties in kleuren zien in verschillende vlaggen van Maine. De kleur van het blauwe veld is wel vastgelegd: dit is dezelfde kleur als in de vlag van de Verenigde Staten.
Maine is samen met Massachusetts de enige Amerikaanse staat met een eigen handelsvlag. Deze bevat een groene pinus op een witte achtergrond. De pinus staat als het ware in een anker. Boven de boom staat het hierboven vermelde motto van Maine, eronder de naam van de staat. Een foto van het vroegst bekende exemplaar van de koopvaardij- en marinevlag van Maine was te zien op een draadfoto van International News Photos uit juni 1939.
Oorspronkelijk bestond de vlag van Maine uit 1901 een groene pinus, een inheems symbool van New England en vrijheid, in het midden, met een blauwe Poolster, allemaal op een buff-kleurige achtergrond. De Maine wetgevende macht keurde de huidige vlag van Maine goed op 24 februari 1909. In 2024 werd samen met de presidentsverkiezingen in de staat een referendum gehouden over de terugkeer naar de vlag uit 1901 of over het behoud van de huidige vlag. Het behoud van de huidige vlag behaalde met 55% van de stemmen een meerderheid.
| Vexillologisch symbool voor een uit beschrijvingen of afbeeldingen gereconstrueerde vlag · Vexillologisch symbool | Vexillologisch symbool voor een buiten gebruik gestelde vlag · Vexillologisch symbool voor een uit beschrijvingen of afbeeldingen gereconstrueerde vlag |